# Molossops temminckii
Molossops temminckii es una especie de murciélago de la familia Molossidae.

## Distribución geográfica

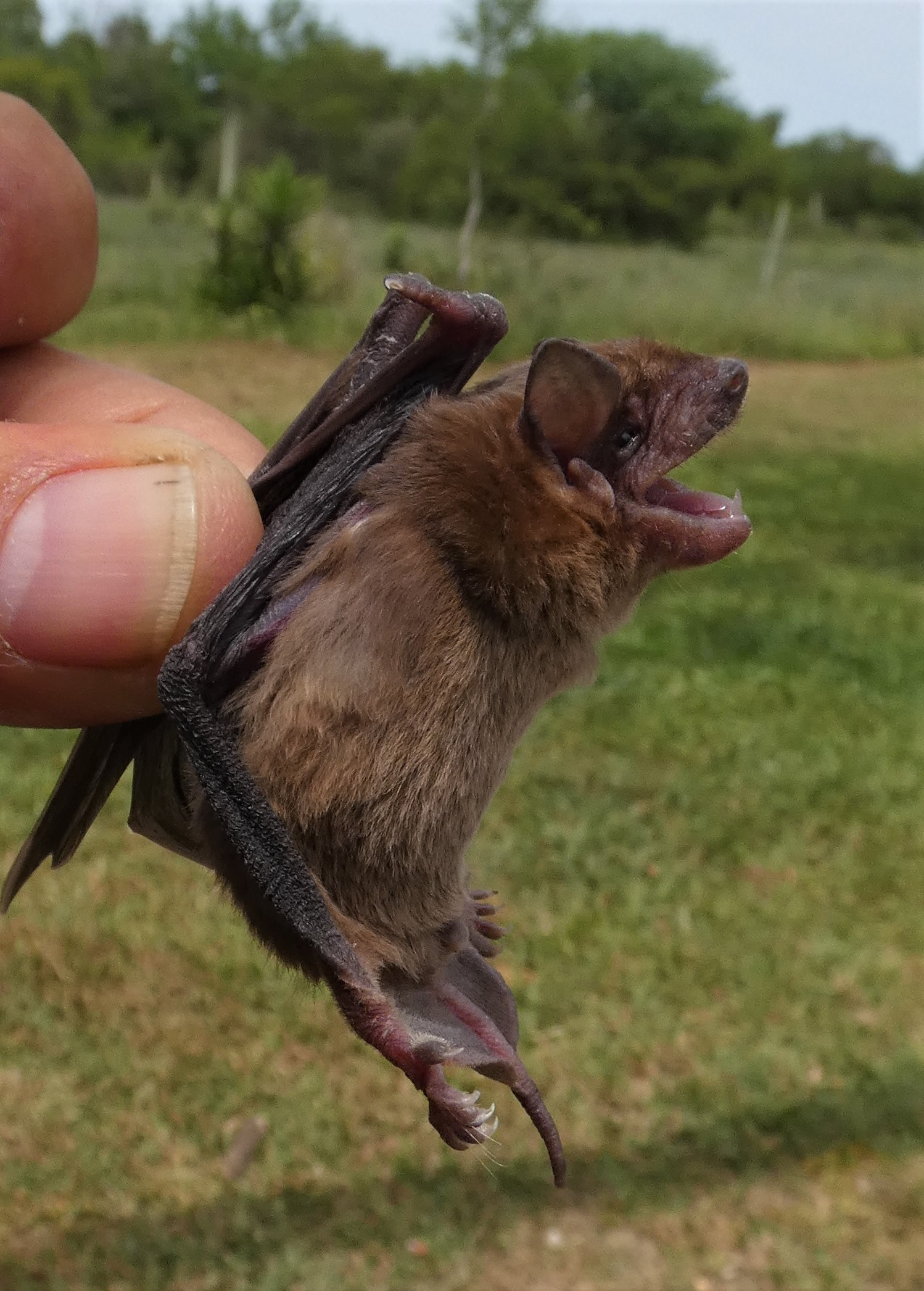

Se encuentra en Colombia, Venezuela, las Guayanas, Brasil,  Perú Ecuador Bolivia, Argentina, Paraguay y Uruguay.